# Bundestagswahlkreis Ludwigsburg
Der Wahlkreis Ludwigsburg (2005: Wahlkreis 266, 2009: Wahlkreis 265) ist seit 1949 ein Bundestagswahlkreis in Baden-Württemberg.

## Wahlkreis
Der Wahlkreis umfasst den südlichen Teil des Landkreises Ludwigsburg mit den Gemeinden Asperg, Ditzingen, Eberdingen, Gerlingen, Hemmingen, Korntal-Münchingen, Kornwestheim, Ludwigsburg, Markgröningen, Möglingen, Oberriexingen, Remseck am Neckar, Schwieberdingen, Sersheim und Vaihingen an der Enz. Zum Wahlkreis gehört seit 2017 außerdem die Gemeinde Weissach aus dem Landkreis Böblingen.
Bei der letzten Bundestagswahl waren 215.312 Einwohner wahlberechtigt.

## Wahlkreisgeschichte
| Wahl      | Wahlkreisname   | Gebiet |
| --------- | --------------- | --- |
| 1949      | 3 Ludwigsburg   | alter Landkreis Ludwigsburg |
| 1953–1961 | 165 Ludwigsburg | alter Landkreis Ludwigsburg |
| 1965–1972 | 167 Ludwigsburg | alter Landkreis Ludwigsburg |
| 1976      | 167 Ludwigsburg | vom Landkreis Ludwigsburg die Gemeinden Ludwigsburg, Asperg, Benningen am Neckar, Besigheim, Bietigheim-Bissingen, Bönnigheim, Erdmannhausen, Erligheim, Freiberg am Neckar, Freudental, Gemmrigheim, Großbottwar, Hessigheim, Ingersheim, Kirchheim am Neckar, Kornwestheim, Löchgau, Marbach am Neckar, Markgröningen, Mundelsheim, Murr, Oberstenfeld, Pleidelsheim, Remseck am Neckar, Sachsenheim, Schwieberdingen, Steinheim an der Murr, Tamm und Walheim |
| 1980–1998 | 169 Ludwigsburg | vom Landkreis Ludwigsburg die Gemeinden Asperg, Ditzingen, Eberdingen, Gerlingen, Hemmingen, Korntal-Münchingen, Kornwestheim, Ludwigsburg, Markgröningen, Möglingen, Oberriexingen, Remseck am Neckar, Schwieberdingen, Sersheim und Vaihingen an der Enz |
| 2002–2005 | 266 Ludwigsburg | vom Landkreis Ludwigsburg die Gemeinden Asperg, Ditzingen, Eberdingen, Gerlingen, Hemmingen, Korntal-Münchingen, Kornwestheim, Ludwigsburg, Markgröningen, Möglingen, Oberriexingen, Remseck am Neckar, Schwieberdingen, Sersheim und Vaihingen an der Enz |
| 2009–2013 | 265 Ludwigsburg | vom Landkreis Ludwigsburg die Gemeinden Asperg, Ditzingen, Eberdingen, Gerlingen, Hemmingen, Korntal-Münchingen, Kornwestheim, Ludwigsburg, Markgröningen, Möglingen, Oberriexingen, Remseck am Neckar, Schwieberdingen, Sersheim und Vaihingen an der Enz |
| 2017–     | 265 Ludwigsburg | vom Landkreis Ludwigsburg die Gemeinden Asperg, Ditzingen, Eberdingen, Gerlingen, Hemmingen, Korntal-Münchingen, Kornwestheim, Ludwigsburg, Markgröningen, Möglingen, Oberriexingen, Remseck am Neckar, Schwieberdingen, Sersheim und Vaihingen an der Enz, vom Landkreis Böblingen die Gemeinde Weissach |

## Wahlkreisabgeordnete
| Wahl | Abgeordneter | Abgeordneter         | Partei | Stimmen in % |
| ---- | ------------ | -------------------- | ------ | ------------ |
| 1949 |              | Willi Lausen         | SPD    |              |
| 1953 |              | Karl Mommer          | SPD    |              |
| 1957 |              | Raban Adelmann       | CDU    |              |
| 1961 |              | Karl Mommer          | SPD    |              |
| 1965 |              | Karl Mommer          | SPD    |              |
| 1969 |              | Annemarie Griesinger | CDU    |              |
| 1972 |              | Gunter Huonker       | SPD    |              |
| 1976 |              | Matthias Wissmann    | CDU    |              |
| 1980 |              | Matthias Wissmann    | CDU    |              |
| 1983 |              | Matthias Wissmann    | CDU    |              |
| 1987 |              | Matthias Wissmann    | CDU    |              |
| 1990 |              | Matthias Wissmann    | CDU    |              |
| 1994 |              | Matthias Wissmann    | CDU    |              |
| 1998 |              | Matthias Wissmann    | CDU    |              |
| 2002 |              | Matthias Wissmann    | CDU    |              |
| 2005 |              | Matthias Wissmann    | CDU    |              |
| 2009 |              | Steffen Bilger       | CDU    | 39,9         |
| 2013 | 50,4         | Steffen Bilger       | CDU    |              |
| 2017 | 38,3         | Steffen Bilger       | CDU    |              |
| 2021 | 29,5         | Steffen Bilger       | CDU    |              |
| 2025 | 36,5         | Steffen Bilger       | CDU    |              |

## Wahlergebnisse

### Bundestagswahl 2025
Zur Bundestagswahl 2025 am 23. Februar wurden folgende 10 Direktkandidaten und 16 Landeslisten zugelassen:
| Kandidaten                                             | Kandidaten                   | Parteien/Listen       | Erststimmen | Erststimmen | Zweitstimmen | Zweitstimmen |
| Kandidaten                                             | Kandidaten                   | Parteien/Listen       | Stimmen     | %           | Stimmen      | %            |
| ------------------------------------------------------ | ---------------------------- | --------------------- | ----------- | ----------- | ------------ | ------------ |
|                                                        | Macit Karaahmetoğlu          | SPD                   | 27.111      | 15,2        | 27.032       | 15,1         |
|                                                        | Steffen Bilgergewählt im WK  | CDU                   | 65.326      | 36,5        | 57.436       | 32,1         |
|                                                        | Sandra Detzer                | Bündnis 90/Die Grünen | 28.680      | 16,0        | 26.654       | 14,9         |
|                                                        | Oliver Martin                | FDP                   | 9.149       | 5,1         | 11.468       | 6,4          |
|                                                        | Martin Hess                  | AfD                   | 30.176      | 16,9        | 30.246       | 16,9         |
|                                                        | Nadja Schmidt                | Die Linke             | 11.154      | 6,2         | 12.303       | 6,9          |
|                                                        | Shiraz Bhatti                | Freie Wähler          | 3.175       | 1,8         | 2.125        | 1,2          |
|                                                        | –                            | Tierschutzpartei      | –           | –           | 1.314        | 0,7          |
|                                                        | Stephan Johne                | dieBasis              | 1.467       | 0,8         | 648          | 0,4          |
|                                                        | –                            | Die PARTEI            | –           | –           | 711          | 0,4          |
|                                                        | Joaquin Ballesteros Katemann | Volt                  | 1.762       | 1,0         | 1.317        | 0,7          |
|                                                        | Guido Klamt                  | ÖDP                   | 806         | 0,5         | 360          | 0,2          |
|                                                        | –                            | Bündnis C             | –           | –           | 228          | 0,1          |
|                                                        | –                            | MLPD                  | –           | –           | 61           | 0,0          |
|                                                        | –                            | Bündnis Deutschland   | –           | –           | 167          | 0,1          |
|                                                        | –                            | BSW                   | –           | –           | 7.096        | 4,0          |
| Gesamt                                                 | Gesamt                       | Gesamt                | 178.806     | 100         | 179.166      | 100          |
|                                                        |                              |                       |             |             |              |              |
| Ungültige Stimmen                                      | Ungültige Stimmen            | Ungültige Stimmen     | 1.075       | 0,6         | 715          | 0,4          |
| Wähler                                                 | Wähler                       | Wähler                | 179.881     | 84,7        | 179.881      | 84,7         |
| Wahlberechtigte                                        | Wahlberechtigte              | Wahlberechtigte       | 212.465     |             | 212.465      |              |
|                                                        |                              |                       |             |             |              |              |
| Quellen: Die Bundeswahlleiterin, Kandidaten – Ergebnis |                              |                       |             |             |              |              |

### Bundestagswahl 2021
Zur Bundestagswahl 2021 treten folgende Kandidaten an:
| Direktkandidat                         | Partei                           | Erststimmen in % | Zweitstimmen in % |
| -------------------------------------- | -------------------------------- | ---------------- | ----------------- |
| Steffen Bilger                         | CDU                              | 29,5             | 24,8              |
| Macit Karaahmetoğlu                    | SPD                              | 18,4             | 21,8              |
| Sandra Detzer                          | GRÜNE                            | 20,3             | 18,4              |
| Oliver Martin                          | FDP                              | 14,0             | 16,2              |
| Martin Hess                            | AfD                              | 8,4              | 8,4               |
| Andreas Frisch                         | DIE LINKE                        | 2,9              | 3,1               |
| —                                      | Tierschutzpartei                 | —                | 1,0               |
| Emanuele Ferdinando Michael Annunziata | Die PARTEI                       | 1,2              | 0,9               |
| Martin Pfaff                           | FREIE WÄHLER                     | 2,2              | 1,6               |
| —                                      | PIRATEN                          | —                | 0,4               |
| Michael Dörnhausen                     | ÖDP                              | 0,5              | 0,3               |
| —                                      | NPD                              | —                | 0,1               |
| —                                      | DiB                              | —                | 0,1               |
| —                                      | MLPD                             | —                | 0,0               |
| —                                      | DKP                              | —                | 0,0               |
| Stephan Johne                          | dieBasis                         | 1,7              | 1,5               |
| —                                      | Bündnis C                        | —                | 0,2               |
| —                                      | BÜRGERBEWEGUNG                   | —                | 0,1               |
| —                                      | BÜNDNIS21                        | —                | 0,0               |
| —                                      | LKR                              | —                | 0,0               |
| —                                      | Die Humanisten                   | —                | 0,1               |
| —                                      | Gesundheitsforschung             | —                | 0,1               |
| —                                      | Team Todenhöfer                  | —                | 0,7               |
| Jördis Hollnagel                       | Volt                             | 0,4              | 0,3               |
| David Gibanica                         | Einzelbewerber                   | 0,1              | —                 |
| Jakob Novotny                          | Einzelbewerber (Nicht Ich. Wir.) | 0,2              | —                 |

### Bundestagswahl 2017
Zur Bundestagswahl am 24. September 2017 kandidieren die folgenden Direktkandidaten:
| Direktkandidat        | Partei       | Erststimmen in % | Zweitstimmen in % |
| --------------------- | ------------ | ---------------- | ----------------- |
| Steffen Bilger        | CDU          | 38,3             | 33,3              |
| Macit Karaahmetoğlu   | SPD          | 17,8             | 16,4              |
| Ingrid Hönlinger      | GRÜNE        | 14,2             | 13,8              |
| Stefanie Knecht       | FDP          | 10,2             | 14,7              |
| Martin Alexander Hess | AfD          | 11,6             | 11,4              |
| Peter Schimke         | Die Linke    | 5,5              | 6,0               |
| Günther Frölich       | Freie Wähler | 2,1              | 0,9               |
| Erkan Karakaplan      | MLPD         | 0,3              | 0,1               |

### Bundestagswahl 2013
Bei der Bundestagswahl am 22. September 2013 standen folgende Kandidaten zur Wahl:
| Direktkandidat      | Partei       | Erststimmen in % | Zweitstimmen in % |
| ------------------- | ------------ | ---------------- | ----------------- |
| Steffen Bilger      | CDU          | 50,41            | 44,01             |
| Macit Karaahmetoğlu | SPD          | 21,16            | 21,29             |
| Alexander Deicke    | FDP          | 3,19             | 6,91              |
| Ingrid Hönlinger    | GRÜNE        | 13,49            | 11,68             |
| Peter Schimke       | DIE LINKE    | 4,82             | 4,71              |
| Thomas Lambeck      | PIRATEN      | 2,71             | 2,21              |
| Klemens Lockfisch   | NPD          | 1,40             | 0,85              |
| Michael Dornhausen  | ÖDP          | 0,71             | 0,35              |
| Günther Frölich     | FREIE WÄHLER | 2,09             | 0,86              |

Mit einer Wahlbeteiligung von 80,2 Prozent, war es der Bundestagswahlkreis mit der höchsten Wahlbeteiligung in Deutschland.

### Bundestagswahl 2009
| Direktkandidat       | Partei               | Erststimmen in % | Zweitstimmen in % | Bundestagswahl 2005 Zweitstimmen in % |
| -------------------- | -------------------- | ---------------- | ----------------- | ------------------------------------- |
| Steffen Bilger       | CDU                  | 39,9             | 32,6              | 36,4                                  |
| Jan Mönikes          | SPD                  | 22,6             | 20,2              | 32,0                                  |
| Ingrid Hönlinger     | GRÜNE                | 15,6             | 15,0              | 11,0                                  |
| Alexander Schopf     | FDP                  | 12,6             | 19,6              | 12,9                                  |
| —                    | REP                  | —                | 1,0               | 1,1                                   |
| Hans-Jürgen Kemmerle | DIE LINKE            | 6,4              | 6,7               | 3,6                                   |
| Heiko Köhler         | NPD                  | 1,6              | 1,0               | 1,0                                   |
| Guido Klamt          | ödp                  | 0,6              | 0,4               | —                                     |
| —                    | BüSo                 | —                | 0,0               | 0,1                                   |
| —                    | PIRATEN              | —                | 1,9               | —                                     |
| —                    | MLPD                 | —                | 0,1               | 0,1                                   |
| —                    | DIE VIOLETTEN        | —                | 0,2               | —                                     |
| —                    | Die Tierschutzpartei | —                | 0,6               | —                                     |
| —                    | Volksabstimmung      | —                | 0,2               | —                                     |
| Hans-Dieter Völlm    | PBC                  | 0,6              | 0,4               | 0,5                                   |